# فرنسيس جي. بورشاردت
فرنسيس جي. بورشاردت هو قاضي صلح ‏ وسياسي أمريكي، (و. 1849 – 1915 م). انتخب عضو جمعية ولاية ويسكونسن ‏.